# Morgins
Morgins é uma localidade dos Alpes suíços do cantão do Valais da Comuna suíça de Troistorrents do distrito de Monthey.
A localidade deu o seu nome ao vale, o vale de Morgins

## Toponímia
O nome desta localidade deriva do radical celtico morga ou murgo que significa limite, pois que o colo de Morgins, a 1 369 m, o separa da tríbus dos Nantuates, no Chablais Saboiardo e dos Allobroges, na Saboia.

## História
A sua água ferruginosa e à moda das curas termais que Morgins recebe os seu primeiros turistas desde 1820 e a construção do seu primeiro hotel em 1845, ao que se seguiu uma estrada pavimentada em vez do caminho em terra batida, e isso desde 1870 o que permitiu um belo desenvolvimento da estação.

## Estação
Desde 1978, que o equipamento de Champoussin permite-lhe estar ligado às 12 estâncias de esqui das Portes du Soleil.